# Frédéric Magné
Frédéric Magné (Tours, 5 de febrer de 1959) va ser un ciclista francès especialista en pista. Guanyador de dotze medalles als Campionats del món, set d'elles d'or, quatre en tàndem i tres en Keirin.
Ha participat en quatre Jocs Olímpics.

## Palmarès
- 1987
  -  Campió del món en Tàndem (amb Fabrice Colas)
- 1988
  -  Campió del món en Tàndem (amb Fabrice Colas)
  -  Campió de França en Quilòmetre
- 1989
  -  Campió del món en Tàndem (amb Fabrice Colas)
  -  Campió de França en Quilòmetre
- 1990
  -  Campió de França en Quilòmetre
- 1991
  -  Campió de França en Quilòmetre
- 1992
  -  Campió de França en Velocitat
- 1993
  -  Campió de França en Keirin
  - 1r al Gran Premi de Copenhaguen
- 1994
  -  Campió del món en Tàndem (amb Fabrice Colas)
  -  Campió de França en Velocitat
  -  Campió de França en Keirin
- 1995
  -  Campió del món en Keirin
  - 1r als Sis dies de Bordeus (amb Etienne De Wilde)
- 1996
  -  Campió de França en Keirin
- 1997
  -  Campió del món en Keirin
- 2000
  -  Campió del món en Keirin
  -  Campió de França en Keirin

### Resultats a laCopa del Món
- 1995
  - 1r a Manchester, en Keirin
- 1998
  - 1r a Victoria, en Velocitat
  - 1r a Victoria, en Keirin
- 1999
  - 1r a València, en Keirin